# Khướu bụi đầu đen

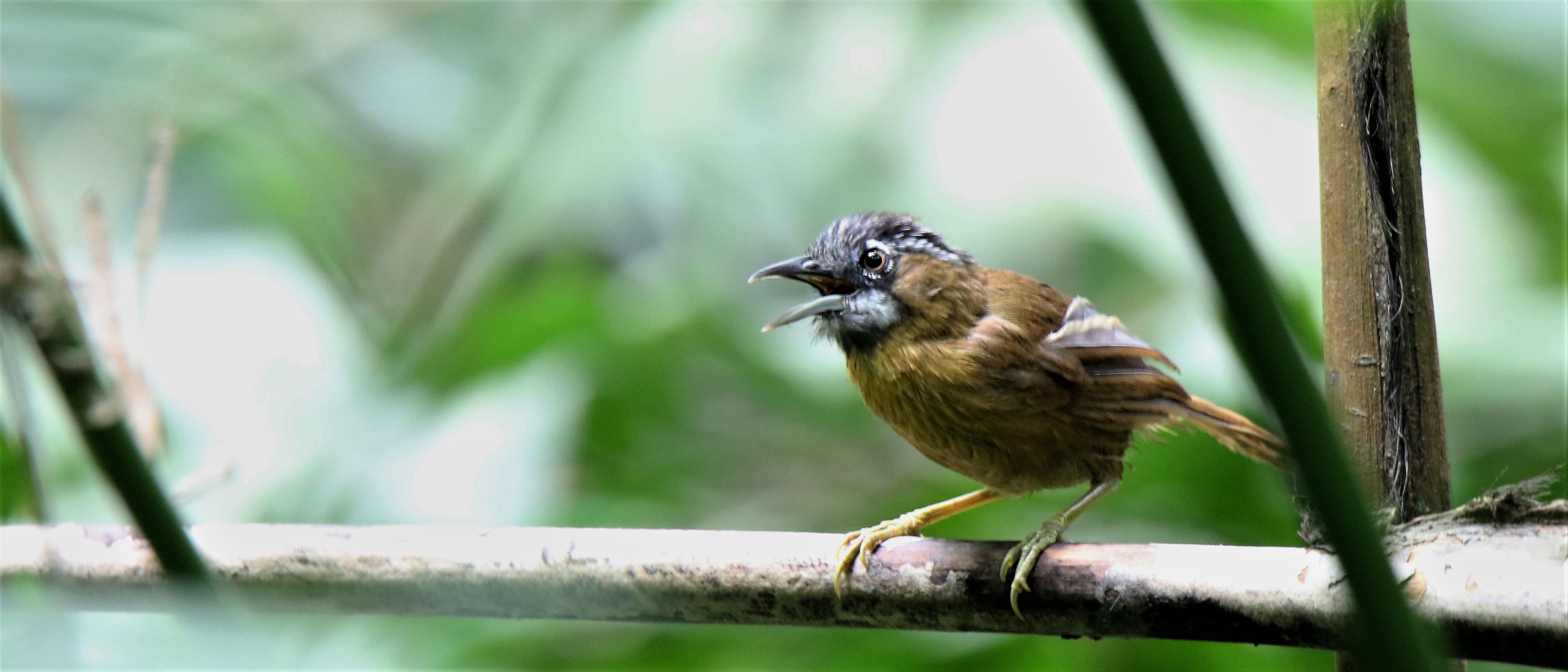
Stachyris nigriceps

Stachyris nigriceps là một loài chim trong họ Timaliidae.